# Lucien Thèze
Pour les articles homonymes, voir Theze.
Lucien Thèze, né le 6 octobre 1913 à Fère-Champenoise et mort le 7 octobre 1999 à Romilly-sur-Seine, est un joueur français de basket-ball.

## Biographie
Il connaît sa première et unique sélection en équipe de France le 7 août 1936 à Berlin au premier tour des Jeux olympiques de Berlin contre l'Estonie, marquant 5 points.